# Čistírenský kal

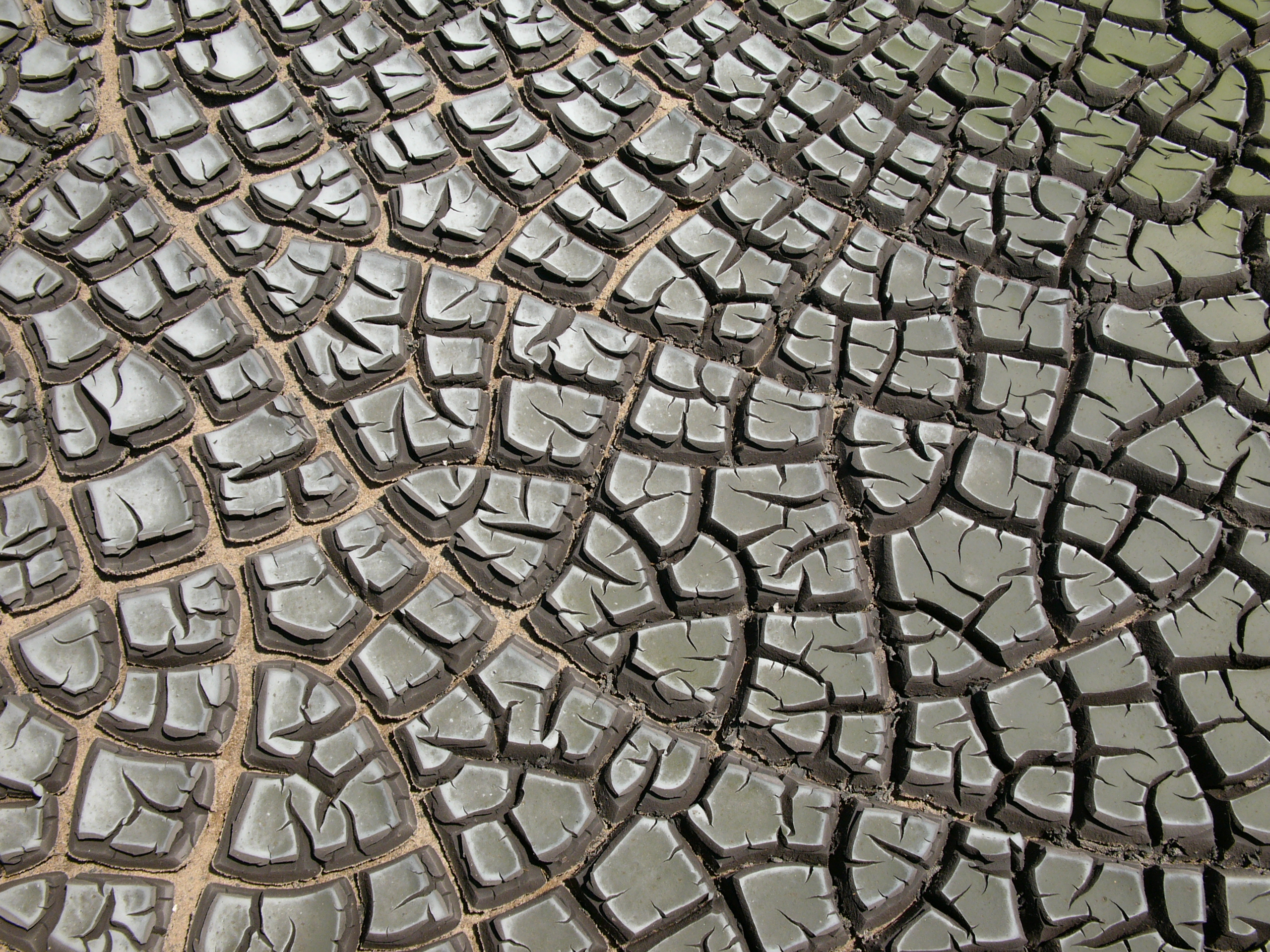
Čistírenský kal s desikačními prasklinami

Čistírenský kal je základní médium využívané na čistírnách odpadních vod při procesu čištění odpadních vod. Toto označení může být používáno pro různé typy kapalných médií nebo pro pevný organický produkt.
Kal je heterogenní suspenze pevných a koloidních částic ve vodě a jeho kvalita závisí především na kvalitě přítoku na čistírnu odpadních vod. Obsahuje organické a anorganické látky. Významně jsou zastoupeny sloučeniny dusíku a fosforu, dále se mohou vyskytovat v kalu toxické látky (těžké kovy, PCB, aj.) . V poslední době se objevují také nové typy polutantů jako zbytky léčiv, pesticidy, polyfluorované látky apod.

## Typy kalů na ČOV
- primární kal - kal z mechanického předčištění (usazovacích nádrží), tvořen usaditelými nerozpuštěnými látkami, které prošly hrubým předčištěním[2],
- aktivovaný kal,
- přebytečný (sekundární) kal,
- vratný kal,
- terciární kal - kal vzniklý při terciárním čištění odpadních vod, obvykle chemickým srážením fosforu, praním psíkových filtrů apod.
- surový kal - nestabilizovaný kal[3],
- vyhnilý kal - kal, který byl anaerobně stabilizován[4].

## Čistírenský kal v České republice
V České republice byla roční produkce kalu v tunách sušiny 196 967 tun ročně (o 5 391 tun méně než v roce 2018), což při průměrné sušině kalu 24 % představuje cca 820 696 tun ročně. Z tohoto množství je zpracováno 46 % přímou aplikací v zemědělství (2 % meziroční nárůst), 32 % využitím v kompostu, 9 % spalováním či spoluspalováním, 8 % uloženo na skládky (meziroční snížení o 1 %) a 5 % využito jinak. Přestože v EU roste v řadě států (např. Německo) podíl termického využití čistírenských kalů, v ČR je tento trend zatím pozvolný. Vlastní legislativní zakotvení nakládání s čistírenskými kaly na úrovni EU je formou směrnice, která doposud nedoznala zásadní změny. Na druhou stranu existuje tlak zejména Evropské komise (např. v balíčku Circular Economy Action Plan) k maximální míře recyklace materiálů a surovin a pro zemědělství je zásadní právě obsah nutrientů (fosforu a dusíku), vázaných v čistírenských kalech. U fosforu, jehož dostupnost z primárních zdrojů je v poslední době snížena, by při dokonalé recyklaci fosforu z čistírenských kal, bylo možné takto pokrýt potřebu fosfátových hnojiv pro 18% orných půd v ČR. Zatímco je nutné podporovat přímé či nepřímé (v podobě upravených výrobků z kalů) využití v zemědělství, musí být ale respektován princip nejvyšší míry ochrany zdraví obyvatel, proto řada iniciativ (jako např. Fertilizers Europe) požaduje nastavení pravidel, která maximalizují využití kalů v zemědělství při nastavení odpovídající míry redukce látek, které v neupravených čistírenských kalech představují rizika (léčiva, PAU, PFAS, mikroplasty). V ČR jsou požadavky směrnice provedeny zákonem o odpadech a prováděcími předpisy podle konečného způsobu využití či odstranění. V roce 2017 byly významným způsobem zpřísněny požadavky na mikrobiologické parametry kalů, využívaných přímo v zemědělství i na materiály s příměsí kalů, využívané jako rekultivační substráty, hnojiva či komposty. Aplikace přísnějších požadavků pro přímou aplikaci do zemědělství byla v roce 2019 posunuta na 1.1.2023. Energetická valorizace čistírenských kalů přímo či ve směsi s jinými materiály dle Ministerstva životního prostředí musí být i nadále posuzováno jako nakládání s odpady, nicméně zůstává do budoucnosti velmi zajímavou cestou využití.